# Макацария, Дуня Петровна
Дуня Петровна Макацария (1910 год, село Ахалсопели, Зугдидский уезд, Кутаисская губерния, Российская империя — неизвестно, село Ахалсопели, Зугдидский район, Грузинская ССР) — колхозница колхоза имени Берия Зугдидского района, Грузинская ССР. Герой Социалистического Труда (1951).

## Биография
Родилась в 1910 году в крестьянской семье в селе Ахалсопели Зугдидского уезда. С раннего возраста трудилась в сельском хозяйстве. Во время коллективизации вступила в колхоз имени Берия (с 1953 года — колхоз имени Ленина) Зугдидского района. Трудилась рядовой колхозницей на чайной плантации. За выдающиеся трудовые достижения по итогам 1949 года была награждена Орденом Ленина.
В 1950 году собрала 6101 килограмма сортового зелёного чайного листа на участке площадью 0,5 гектара. Указом Президиума Верховного Совета СССР от 1 сентября 1951 года удостоена звания Героя Социалистического Труда за «получение в 1950 году высоких урожаев сортового зелёного чайного листа и винограда» с вручением ордена Ленина и золотой медали «Серп и Молот» (№ 6185).
Этим же указом званием Героя Социалистического Труда были награждены бригадир Шалва Дзукуевич Чургулия, звеньевой Бабуши Самсонович Купуния, колхозницы Домника Ерастовна Бебурия, София Максимовна Давитаия, Жужуна Джуруевна Купуния, Феня Петровна Купуния, Лонди Александровна Пажава, Люба Датаевна Сахокия, Валентина Ивановна Срибнова и Шура Теймуразовна Чачуа.
После выхода на пенсию проживала в родном селе Ахалсопели Зугдидского района. С 1968 года — персональный пенсионер союзного значения. Дата смерти не установлена.
Награды
- Герой Социалистического Труда
- Орден Ленина — дважды (19.07.1950; 1951)
- Орден Трудового Красного Знамени (29.08.1949)